# Ley Toubon

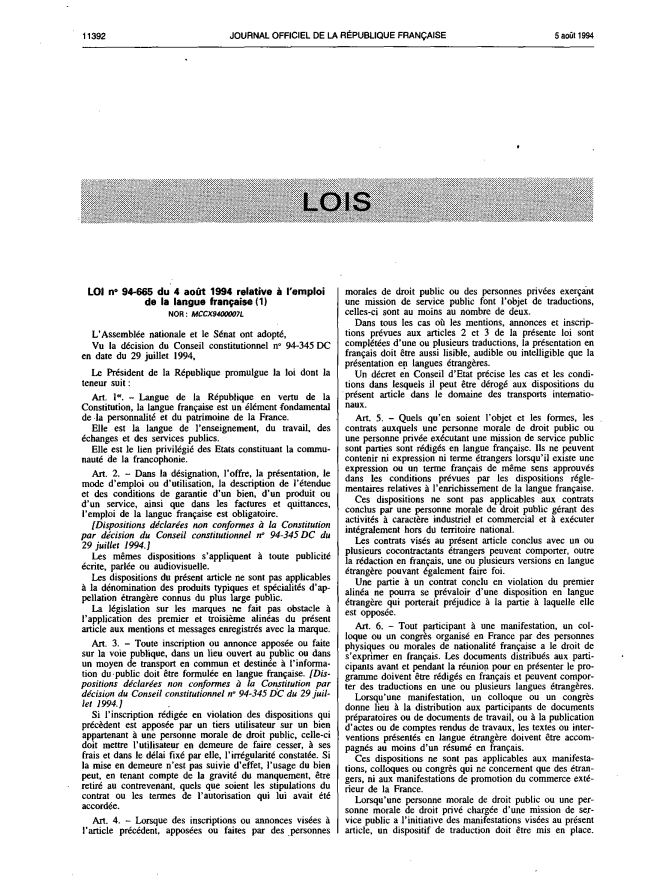
La ley Toubon, publicada en el Boletín Oficial de la República Francesa

La ley n.º 94-665 del 4 de agosto de 1994 sobre el uso de la lengua francesa, más conocida como la ley Toubon, en referencia a Jacques Toubon, ministro de cultura de la época, es una ley francesa que hace obligatorio el uso de la lengua francesa en publicaciones gubernamentales oficiales, anuncios, en el lugar de trabajo, en los contratos comerciales, en otros contextos comerciales, en las escuelas financiadas por el estado y en otras situaciones. La ley no se aplica en las comunicaciones privadas o no comerciales.
La ley Toubon persigue tres objetivos principales:
- el enriquecimiento de la lengua,
- la obligación de utilizar la lengua francesa,
- la defensa del francés como lengua de la República, consagrada en el artículo 2 de la Constitución de 1958.

Con ello, se intenta asegurar la primacía del francés en Francia. La ley Toubon también recibe el sobrenombre de ley Allgood, siendo Allgood una traducción morfema a morfema de Toubon o "Tout bon" (Todobueno), ya que se puede considerar que la ley se aprobó como reacción al creciente uso del inglés en Francia, particularmente en los anuncios comerciales.

## Descripción
La ley Toubon se apoya sobre una disposición introducida en 1992 en la Constitución: «La lengua de la República es el francés» (artículo 2). De esta manera, la ley reconoce el derecho del ciudadano francés de expresarse y recibir toda la información útil en francés en lo que concierne a la presentación de productos, los modos de empleo y las garantías. Con esto, la ley también crea la obligación de redactar los textos correspondientes en la lengua francesa. Esta ley reemplaza la ley n.º 51-46 del 11 de enero de 1951 sobre la enseñanza de idiomas y dialectos locales, conocida como ley Deixonne. También reemplaza la ley n.º 75-1349 del 31 de diciembre de 1975 sobre el uso de la lengua francesa.
Sin embargo, le ley Toubon fue fuertemente edulcorada tras un recurso impuesto ante el Consejo Constitucional. El Consejo estimó que los principios de libertad de pensamiento y de expresión, inscritos en el artículo 11 de la Declaración Universal de los Derechos Humanos, se oponían a que la ley fijase la terminología precisa que deben emplear los organismos de televisión y de radio, así como las personas privadas en el conjunto de sus actividades. El legislador no puede regular más que el vocabulario que deben emplear las personas jurídicas de derecho público y las personas de derecho privado en cumplimiento de una misión de servicio público.

## Control y seguimiento de la aplicación de la ley
Existen cuatro formas de control:
- la Dirección General de la Concurrencia, del Consumo y de la Represión del Fraude (Direction générale de la concurrence, de la consommation et de la répression des fraudes, con 1221 controles en 2004),
- la Oficina de Verificación de la Publicidad (Bureau de Vérification de la Publicité, para la publicidad),
- el Consejo Superior de lo Audiovisual (Conseil supérieur de l'audiovisuel, para la comunicación audiovisual),
- las asociaciones de defensa de la lengua francesa, en conformación con el artículo 199.

Thierry Priestley es presidente de la asociación El Derecho a Comprender (Le Droit de Comprendre), creada en 1994 para seguir la aplicación de la ley Toubon, y que federa numerosas asociaciones de promoción y de defensa de la lengua francesa.

## Proposición de ley dePhilippe Marini
El uso indiscriminado del inglés en las empresas ha conllevado en determinados casos problemas de comunicación entre la dirección y los asalariados, y, como consecuencia, algunas reacciones sindicales, particularmente a partir de 2004. El senador Philippe Marini (UMP) formuló una proposición de ley con el objetivo de reforzar la ley Toubon. Esta proposición, adoptada por unanimidad en el Senado en 2005, incluye disposiciones que conciernen a las empresas: la obligación al jefe de empresa de someter al personal a un informe sobre el uso del francés en la empresa, la redacción en francés del orden del día y de las actas de deliberación del comité de empresa.
Este proyecto de ley concierne asimismo las tecnologías de la información, por ejemplo, en los mensajes de error.